# Seán Lemass
Seán Lemass (irl. Seán Proinsias Lemass; ur. 15 lipca 1899 w Dublinie, zm. 11 maja 1971 tamże) – irlandzki polityk, premier Irlandii od 1959 do 1966.

## Życiorys
Walczył w powstaniu wielkanocnym w 1916, wojnie o niepodległość i wojnie domowej. Po raz pierwszy został wybrany jako Sinn Féin TD (Teachta Dála) dla okręgu Dublina Południowego (Dublin South) w wyborach 18 listopada 1924. Był ponownie wybierany na to stanowisko do roku 1948, gdy okręg został zniesiony. Wtedy został ponownie wybrany jako TD dla okręgu Dublina Południowo-Centralnego (Dublin South Central) i pozostał nim do emerytury w 1969. Lemass był jednym z założycieli rządu Fianna Fáil w 1926, służył jako Minister Przemysłu i Handlu, Minister Zasobów podczas II wojny światowej i Tánaiste rządu Fianna Fáil.
Lemass jest pamiętany za innowacje, jakie wprowadził by rozwinąć irlandzki przemysł i za nawiązanie nowych stosunków z Irlandią Północną w latach 60.